# Zheng Jie
Zheng Jie er et kinesisk navn; efternavnet/familienavnet er Zheng.
Zheng Jie (simplificeret kinesisk: 郑洁, traditionel kinesisk: 鄭潔, pinyin: Zhèng Jié, født 5. juli 1983 i Chengdu, Sichuan, Kina) er en professionel tennisspiller fra Kina.